# Uma Linda Mulher (musical)
Pretty Woman (no Brasil: Uma Linda Mulher) é um musical baseado no filme homônimo de 1990. O musical conta com música composta por Bryan Adams e e letras escritas por Jim Vallance, e libreto escrito por Garry Marshall e JF Lawton (respectivamente o diretor e roteirista do filme original). Centra-se na relação que se desenvolve entre Vivian Ward, uma prostituta de Hollywood de espírito livre, e Edward Lewis, um rico empresário que a contrata por uma semana para ser sua acompanhante em vários negócios e funções sociais.
O musical estreou no Oriental Theatre, em Chicago, em março de 2018, com direção e coreografia de Jerry Mitchell e estrelada por Samantha Barks e Steve Kazee, interpretando Vivian e Edward. Na Broadway, o musical estreou no David T. Nederlander Theatre no dia 16 de agosto de 2018, recebendo críticas geralmente negativas, e fechou um ano depois, em 18 de agosto de 2019.

## Contexto e Sinopse
O musical é baseado no filme Pretty Woman, de 1990. O filme é considerado um grande clássico e aclamado pela crítica e público, tendo sido produzido com um orçamento de apenas US$ 14 milhões e arrecadando mais de US$ 463 milhões em bilheteria global. Escrito por Lawton e Marshall, o musical gira em torno de Vivian Ward, uma prostituta de espírito livre que trabalha nas calçadas de Hollywood que vive com sua melhor amiga, a sarcástica e desbocada colega de quarto grego-americana, Kit De Luca. Kit foi quem ensinou a Vivian sobre como se dar bem no mundo da prostituição. Ao ser contratada por Edward Lewis, um belo e rico empresário, para ser sua acompanhante em jantares, negócios e compromissos sociais, Vivian desenvolve um relacionamento ao longo de sua estada de uma semana com ele.
Em março de 2014, foi anunciado que uma adaptação musical do filme estava sendo desenvolvida para o palco, libreto assinado por Lawton e Marshall, o roteirista e o diretor do filme original. Embora Marshall tenha morrido em julho de 2016, a produtora Paula Wagner disse que o trabalho no musical continuaria. Em setembro de 2017, foi anunciado que o show teria sua estreia mundial no Oriental Theatre, em Chicago, antes de uma transferência esperada para a Broadway no outono de 2018.
Em uma entrevista, o diretor do musical, Jerry Mitchell disse que a trilha sonora "terá a sensação do rock do final dos anos 80 e início dos anos 90: essa é uma das grandes coisas sobre Bryan Adams - é onde ele mora. Então você tem o rock and roll, os ritmos acelerados."  A música "Oh, Pretty Woman" de Roy Orbison, que havia se tornado um símbolo icônico do filme foi originalmente excluída do musical de palco. Em 19 de junho de 2019, o show incluiu "Oh, Pretty Woman" durante a chamada ao palco e posteriormente ela foi incluída no musical, normalmente ao final das apresentações durante os agradecimentos do elenco.

## Produções

### Chicago e Broadway
Uma Linda Mulher fez sua estreia mundial no Oriental Theatre em Chicago, Illinois, no dia 13 de março de 2018, por um período limitado de cinco semanas até abril. Após sua exibição inicial, foi transferido para Nova York, onde estrearia na Broadway, no Nederlander Theatre. As prévias se iniciaram em 20 de julho de 2018 e a estreia oficial ocorreu em 16 de agosto de 2018. O elenco das produções de Chicago e Broadway contou com a estreante na Broadway, Samantha Barks, interpretando Vivian Ward. Steve Kazee e Andy Karl interpretaram Edward Lewis, enquanto Orfeh deu vida à Kit De Luca. Kazee deixou o show após Chicago por "motivos familiares" e foi substituído por Andy Karl.

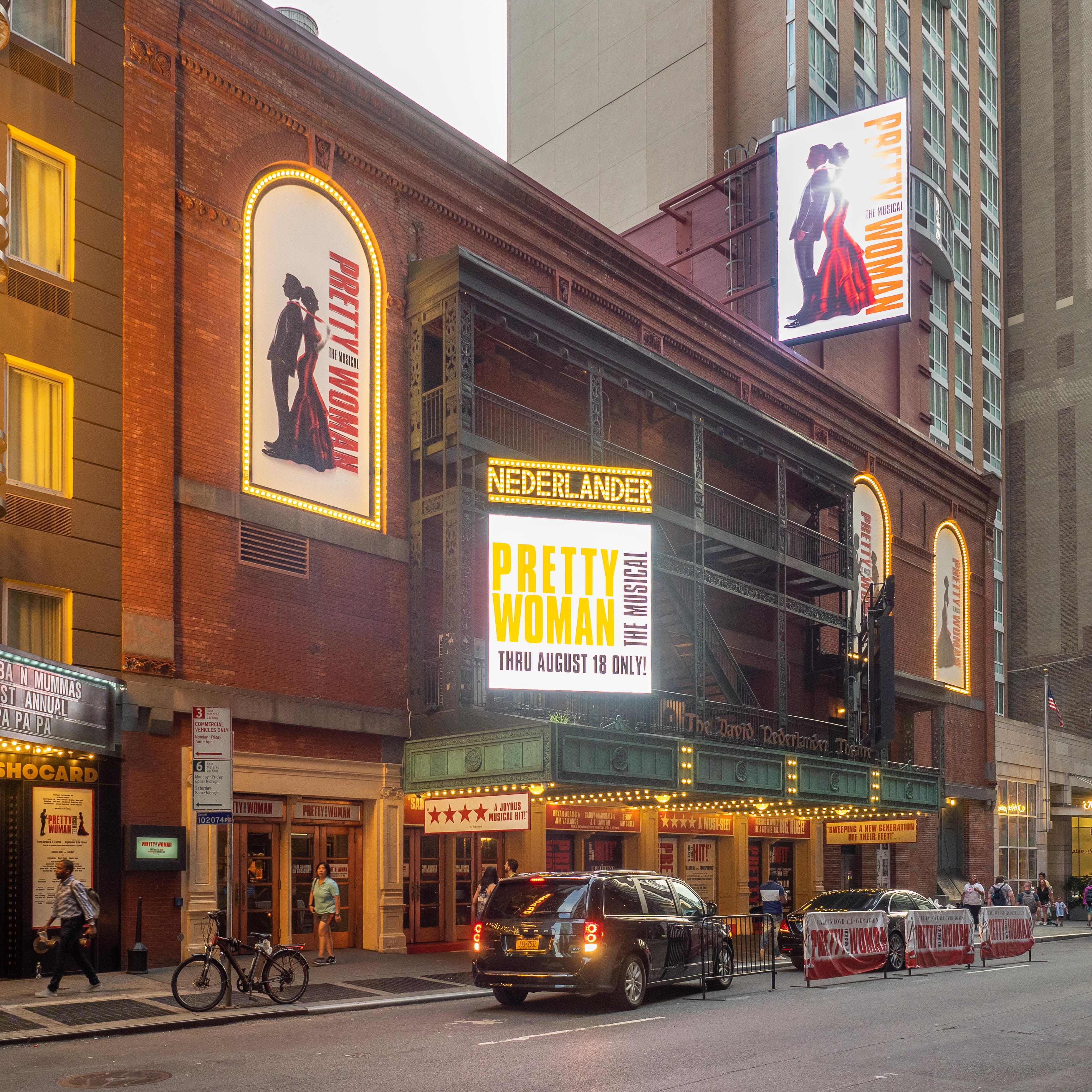
Pretty Woman - The Musical em cartaz no Nederlander Theatre, Broadway - NY

Em homenagem a Garry Marshall, foi dedicada uma cadeira no Nederlander Theatre e em seu tributo também houve uma performance especial durante as previews em 2 de agosto de 2018, que contou com a presença da família de Marshall e Julia Roberts (intérprete de Vivian no filme original). O musical quebrou o recorde de bilheteria do Nederlander Theatre em uma semana de oito apresentações antes de sua estreia oficial, alcançando um faturamento bruto de US$ 1.142.989. Em 9 de julho de 2019, os filhos de Roy Orbison (cantor da música "Oh Pretty Woman") Wesley Orbison e Alex Orbison se juntaram ao elenco no palco para interpretar "Oh, Pretty Woman" em comemoração ao 55º aniversário do lançamento da música, além de prestar uma homenagem ao seu falecido pai. A produção foi encerrada oficialmente em 18 de agosto de 2019, após 27 prévias e 420 apresentações regulares.
A produção foi dirigida e coreografada por Jerry Mitchell, a cenografia ficou a cargo de David Rockwell, enquanto Gregg Barnes foi responsável pelos figurinos. Uma gravação do elenco original da Broadway foi disponibilizada digitalmente pela Atlantic Records em 21 de setembro de 2018. Os CDs físicos do álbum do elenco foram colocados à venda posteriormente em 26 de outubro de 2018.

### Hamburgo
Em 13 de dezembro de 2018, foi anunciado uma temporada alemã para o musical. A produção iniciou suas  previews no Stage Theatre an der Elbe, Hamburgo, Alemanha em 23 de setembro, com noite de abertura oficial em 29 de setembro de 2019. A temporada originalmente deveria ter duração de dois anos, porém, foi interrompida em 2020 devido à Pandemia de Covid-19.

### Turnê Americana
Uma turnê nacional pelos EUA foi planejada inicialmente para começar em outubro de 2020 no Providence Performing Arts Center em Providence, Rhode Island; no entanto, sua estreia foi adiada devido à pandemia de COVID-19. A turnê finalmente iniciou-se em 9 de outubro de 2021 no Providence Performing Arts Center com encerramento em 7 de maio de 2023 na cidade de Sacramento, Califórnia .

### West End
No West End, em Londres, Pretty Woman iniciou suas prévias no Piccadilly Theatre em 13 de fevereiro de 2020, antes de sua abertura oficial no dia 2 de março de 2020. O elenco britânico incluiu Aimie Atkinson como Vivian Ward, Danny Mac como Edward Lewis e Rachael Wooding como Kit De Luca. O espetáculo foi interrompido em 16 de março de 2020 devido à pandemia de COVID-19 e reabriu com o mesmo elenco principal no dia 8 de julho de 2021 no Savoy Theatre. Courtney Bowman se juntou ao elenco como Kit De Luca em 15 de novembro de 2022. Oliver Tompsett assumiu como Edward Lewis em 4 de abril de 2023. A produção foi encerrada em 18 de junho de 2023.

### Milão
Em abril de 2021, a Stage Entertainment Italy anunciou a primeira versão italiana do espetáculo, que estreou em 28 de setembro de 2021 no Teatro Nazionale de Milão. O musical teve mais de 80 mil ingressos vendidos e retornou para uma segunda temporada entre 27 de abril de 2023 e 07 de maio de 2023 na Ópera Giorgio Gaber.

### Espanha (2023-presente)
Uma produção em espanhol estreou oficialmente em 27 de setembro de 2022 no Teatre Apolo em Barcelona, estrelando Cristina Llorente como Vivian Ward e Roger Berruezo como Edward Lewis. Uma produção no Teatro EDP Gran Vía de Madrid também está em cartaz.

### Turnê não-réplica nos EUA (2023-presente)
Uma turnê não-réplica pelos Estados Unidos estreou em 2 de outubro de 2023 no Stanley Theatre em Utica, Nova York, estrelando Ellie Baker como Vivian Ward e Chase Wolfe como Edward Lewis.

### Turnê pelo Reino Unido e Irlanda (2023-presente)
Uma turnê pelo Reino Unido e Irlanda iniciou em 17 de outubro de 2023 no The Alexandra em Birmingham. A produção da turnê planeja que o musical percorra o Reino Unido e a Irlanda até setembro de 2024, com finalização da turnê prevista para ocorrer no Lyceum Theatre em Sheffield . O elenco inclui Amber Davies como Vivian, Oliver Savile como Edward, Ore Oduba como Happy Man / Mr Thompson e Natalie Paris como Kit De Luca.

### São Paulo (2023)

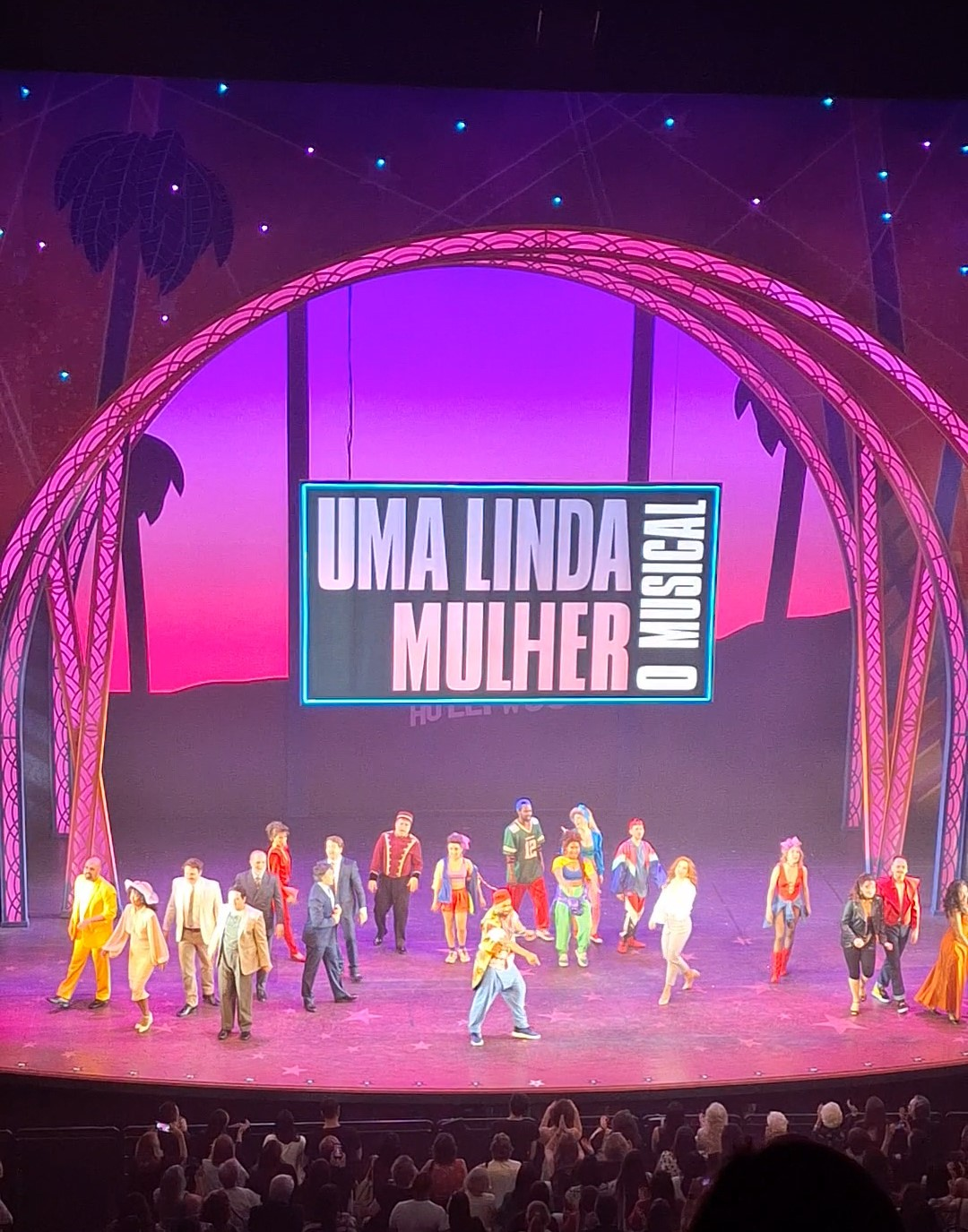
Elenco agradecendo após sessão do musical Uma Linda Mulher - São Paulo - SP

Uma produção em São Paulo estreou no Teatro Santander, no dia 1 de setembro de 2023. A montagem foi estrelada por Thais Piza e Jarbas Homem de Mello nos papéis de Vivian e Edward. Andrezza Massei completa o trio de personagens principais interpretando a desbocada Kit de Luca.
A versão brasileira foi adaptada por Victor Muhlethaler, com direção musical de Jorge de Godoy e produção da IMM e EGG Entretenimento. A montagem buscou se aproximar ao máximo da versão cinematográfica, mantendo figurinos, cenários e estética semelhantes, ao mesmo tempo em que buscou superar o fracasso de críticas da montagem original. A cenografia foi elogiada pela crítica, que considerou os cenários visualmente superiores aos da produção original da Broadway.
A versão brasileira encerrou sua temporada em 17 de dezembro, com boa recepção da crítica e de público, contando com diversas sessões lotadas e com cadeiras extras vendidas ao público.

## Números musicais
Os números musicais da produção original da Broadway são os seguintes:
| Ato I - "Welcome to Hollywood" – Happy Man, Kit e Elenco - "Anywhere But Here" – Vivian - "Something About Her (Preamble)" – Edward - "Welcome to Hollywood (Reprise)" – Happy Man - "Something About Her" – Edward - "I Could Get Used to This" – Vivian - "Luckiest Girl in the World" – Vivian, Kit e Giulio - "Rodeo Drive" – Kit and Company - "Anywhere But Here" (Reprise) – Vivian - "On a Night like Tonight" – Mr. Thompson e Elenco - "Don't Forget to Dance" – Happy Man, Scarlett e Elenco - "Freedom" – Edward - "You're Beautiful" – Edward, Vivian e Elenco | Ato II - "Welcome to Our World (More Champagne)" – Stuckey, Kit e Elenco - "This Is My Life" – Vivian - "Never Give Up on a Dream" – Happy Man, Kit e Elenco - "You and I" – Edward, Alfredo, Violetta e Elenco - "I Can't Go Back" – Vivian - "Freedom" (Reprise) – Edward - "Long Way Home" – Vivian e Edward - "Together Forever" – Edward, Vivian, Happy Man, Kit e Elenco |

Várias músicas que Adams e Vallance escreveram para o musical acabaram não sendo utilizadas no show em si. No entanto, vários deles foram incluídos em álbuns subsequentes de Bryan Adams: "Please Stay" foi gravada para a coletânea Ultimate, enquanto "I Could Get Used to This" pode ser encontrada no álbum de 2019 Shine a Light. "I've Been Looking for You" foi incluído no álbum de 2022 So Happy It Hurts.
Bryan Adams expressou certa frustração sobre o processo de composição do musical no jornal holandês Metro. “Escrever aquele musical foi uma masterclass em composição, foi também uma masterclass em não perder a cabeça, já que houve tantas reescritas e rejeições durante o processo de produção. "Não encontrei um lar. Adoro, estive procurando por você, por favor, fique, e posso me acostumar com isso, e é claro que é uma pena que eles não estejam no musical, mas é assim que a bola da Broadway salta."

### Montagem Brasileira de 2023
| Ato I - "Bem-Vindo a Hollywood" – Homem Feliz, Kit e Ensemble - "Muito Além Daqui" – Vivian - "Quem é Essa Moça? (Intro)" – Edward - "Bem-Vindo a Hollywood (Reprise)" – Homem Feliz - "Quem é Essa Moça?" – Edward - "A Sorte Sorriu Para Mim" – Vivian, Kit e Giulio - "Rodeo Drive" – Kit e Ensemble - "Muito Além Daqui" (Reprise) – Vivian - "Quando a Noite Chegar" – Sr. Thompson e Ensemble - "Dance Sempre Mais" – Homem Feliz, Scarlett e Ensemble - "Livre" – Edward - "Belíssima" – Edward, Vivian e Ensemble | Ato II - "Bem-Vindo ao Nosso Mundo (Mais Champanhe)" – Stuckey e Ensemble - "Essa sou Eu" – Vivian - "Não Abro Mão de Sonhar" – Homem Feliz, Kit e Ensemble - "Uma Noite na Ópera" – Violetta e Alfredo - "Só Nós Dois" – Edward e Ensemble - "Não Vou Voltar" – Vivian - "Livre" (Reprise) – Edward - "Dói Demais" – Edward e Vivian - "Felizes pra Sempre" - Edward, Vivian e Ensemble - "Finale/Agradecimentos" - Companhia |

## Elenco e personagens
| Personagem                 | Chicago        | Broadway       | West End       | Turnê Americana        | Turnê não-réplica nos EUA | Turnê pelo Reino Unido | São Paulo             |
| Personagem                 | 2018           | 2018           | 2020           | 2021                   | 2023                      | 2023                   | 2023                  |
| -------------------------- | -------------- | -------------- | -------------- | ---------------------- | ------------------------- | ---------------------- | --------------------- |
| Vivian Ward                | Samantha Barks | Samantha Barks | Aimie Atkinson | Olivia Valli           | Ellie Baker               | Amber Davies           | Thais Piza            |
| Edward Lewis               | Steve Kazee    | Andy Karl      | Danny Mac      | Adam Pascal            | Chase Wolfe               | Oliver Savile          | Jarbas Homem de Mello |
| Kit De Luca                | Orfeh          | Orfeh          | Rachel Wooding | Jessica Crouch         | Rae Davenport             | Natalie Paris          | Andrezza Massei       |
| Homem Feliz / Sr. Thompson | Eric Anderson  | Eric Anderson  | Bob Harms      | Kyle Taylor Parker     | Adam Du Plessis           | Ore Oduba              | César Mello           |
| Philip Stuckey             | Jason Danieley | Jason Danieley | Neil McDermott | Matthew Stocke         | Liam Searcy               | Ben Darcy              | Julio Assad           |
| James Morse                | Kingsley Leggs | Ezra Knight    | Mark Holden    | —                      | —                         | —                      | Sérgio Rufino         |
| Giulio                     | Tommy Bracco   | Tommy Bracco   | Alex Charles   | Matthew Vincent Taylor | Joshua Kring              | Noah Harrison          | Arthur Berges         |
| David Morse                | Robby Clater   | Robby Clater   | Antony Hewitt  | Alex Gibbs             | Kerry D’Jovanni           | Chomba Taulo           | —                     |

### Substituições de elenco notáveis

#### Broadway (2018-2019)
- Edward Lewis: Adam Pascal, Brennin Hunt

#### West End (2020-2023)
- Edward Lewis: Oliver Tompsett[61]
- Kit De Luca: Courtney Bowman[62]

## Recepção crítica
Pretty Woman foi mal recebida por parte da crítica, com críticas focadas no roteiro do show. Os críticos concordaram que as relações de gênero da trama do filme envelheceram mal e que o musical não obteve êxito em atualizar a história para 2018. Em sua crítica para o The New York Times, Ben Brantley criticou a reutilização literal e idêntica dos diálogos originais, se aproximando sufocantemente da história, das piadas e dos diálogos do filme. Os críticos do The Guardian e da Variety questionaram o brilho do musical e o que consideraram uma tentativa de fazer um "show familiar livre para menores" a partir do material original.
A trilha sonora de Bryan Adams e Jim Vallance foi geralmente descrita como "agradável", mas "sem graça". Os críticos geralmente aprovaram o elenco, especialmente as estrelas Andy Karl e Samantha Barks, mas descobriram que eles não conseguiram superar o material do show. Em uma crítica para o Vulture, Sara Holdren expressou simpatia pelos artistas do show, escrevendo que eles estavam "conectados como desfibriladores a um corpo que, não importa quanta energia eles bombeiem nele, não pode ser revivido".

## Prêmios e indicações

### Produção da Broadway
| Ano  | Prêmio                       | Categoria                                 | Nomeado                    | Resultado |
| ---- | ---------------------------- | ----------------------------------------- | -------------------------- | --------- |
| 2019 | Broadway.com Audience Awards | Ator Principal Favorito em Musical        | Andy Karl                  | Venceu    |
| 2019 | Broadway.com Audience Awards | Atriz favorita em musical                 | Orfeh                      | Venceu    |
| 2019 | Broadway.com Audience Awards | Performance de Diva Favorita              | Orfeh                      | Venceu    |
| 2019 | Broadway.com Audience Awards | Par favorito no palco                     | Samantha Barks e Andy Karl | Indicado  |
| 2019 | Broadway.com Audience Awards | Performance inovadora favorita (feminina) | Samantha Barks             | Indicado  |